# Sportfreunde Siegen
Sportfreunde Siegen är en fotbollsklubb från Siegen i Tyskland. Damlaget har blivit både tyska mästare och tyska cupmästare[när?].